# Roscoea nepalensis
Roscoea nepalensis là một loài thực vật có hoa trong họ Gừng. Loài này được Elizabeth Jill Cowley miêu tả khoa học đầu tiên năm 1980.

## Từ nguyên
Tính từ định danh nepalensis lấy theo điểm thu thập mẫu vật là Nepal.

## Phân bố
R. nepalensis có ở Nepal, sinh sống ở cao độ 2.400–3.100 m (7.900–10.200 ft) trên đồng cỏ, giữa các tảng đá, trong rừng thưa trong bóng râm của cây gỗ hay cây bụi.

## Mô tả
Cây thân thảo sống lâu năm, cao 10-26 cm, với 3-8 lá. 1-3 lá đầu tiên chỉ bao gồm bẹ lá không phiến lá, nhanh chóng tách ra; các lá còn lại tạo thành nơ lá và có phiến lá, kích thước 7-10 cm × 1,2-2,6 cm. Phiến lá có phần gốc ngắn hơi giống đoạn thân cây. Lưỡi bẹ nhỏ tại chỗ nối phiến và bẹ lá.
Trong tự nhiên, ra hoa tháng 6-7. Cuống cụm hoa nằm trong bẹ lá. Các hoa màu trắng. Lá bắc màu lục nhạt, đối diện với hoa, có chiều dài xấp xỉ chiều dài đài hoa.
Đài hoa hình ống, với đỉnh 2 thùy tù. Ba cánh hoa tạo thành ống tràng, dài 6-9 cm, thò ra từ đài hoa và chia thành 3 thùy, thùy trung tâm thẳng đứng có nắp, ~2,2-3 cm × 1 cm, hai thùy bên hẹp hơn, ~2-2,5 cm × 0,5 cm. Bên trong các cánh hoa là cấu trúc do 4 nhị vô sinh (nhị lép) tạo thành: hai nhị lép bên tạo thành cái trông giống như những cánh hoa nhỏ mọc thẳng đứng, hình gần tròn, ~1,5-2,3 cm × 1,2-1,5 cm, với gân trung tâm nổi rõ nhiều hay ít; hai nhị lép trung tâm hợp sinh một phần tại gốc tạo thành môi rộng (cánh môi), ~3,5-4 cm × 2,5-4 cm. Cánh môi không uốn ngược và chia thành 2 thùy ở đỉnh.
Nhị sinh sản 1, có bao phấn màu kem, ~ 8 mm, với cựa rất ngắn ~1-2 mm, tạo thành mô liên kết giữa 2 nang bao phấn. Đầu nhụy hình vòm.
Về hình thái, R. nepalensis không giống như các loài khác của Roscoea. Kích thước nhỏ của cựa phía dưới bao phấn là giống như của R. alpina. Lá thì giống như của R. debilis ở chỗ hình thành ra nơ lá và có phần gốc giống như đoạn thân hẹp. Các nhị lép bên của R. nepalensis là bất thường ở chỗ có hình dạng gần tròn. Loài này cũng bất thường ở chỗ là loài duy nhất trong chi Roscoea có hoa màu trắng.

## Hình ảnh

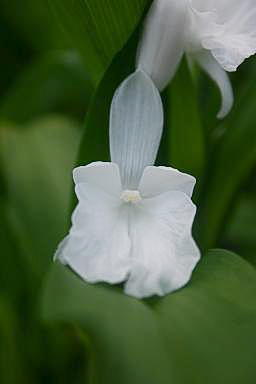